# Nid-de-pie
Pour les articles homonymes, voir Vigie (homonymie).

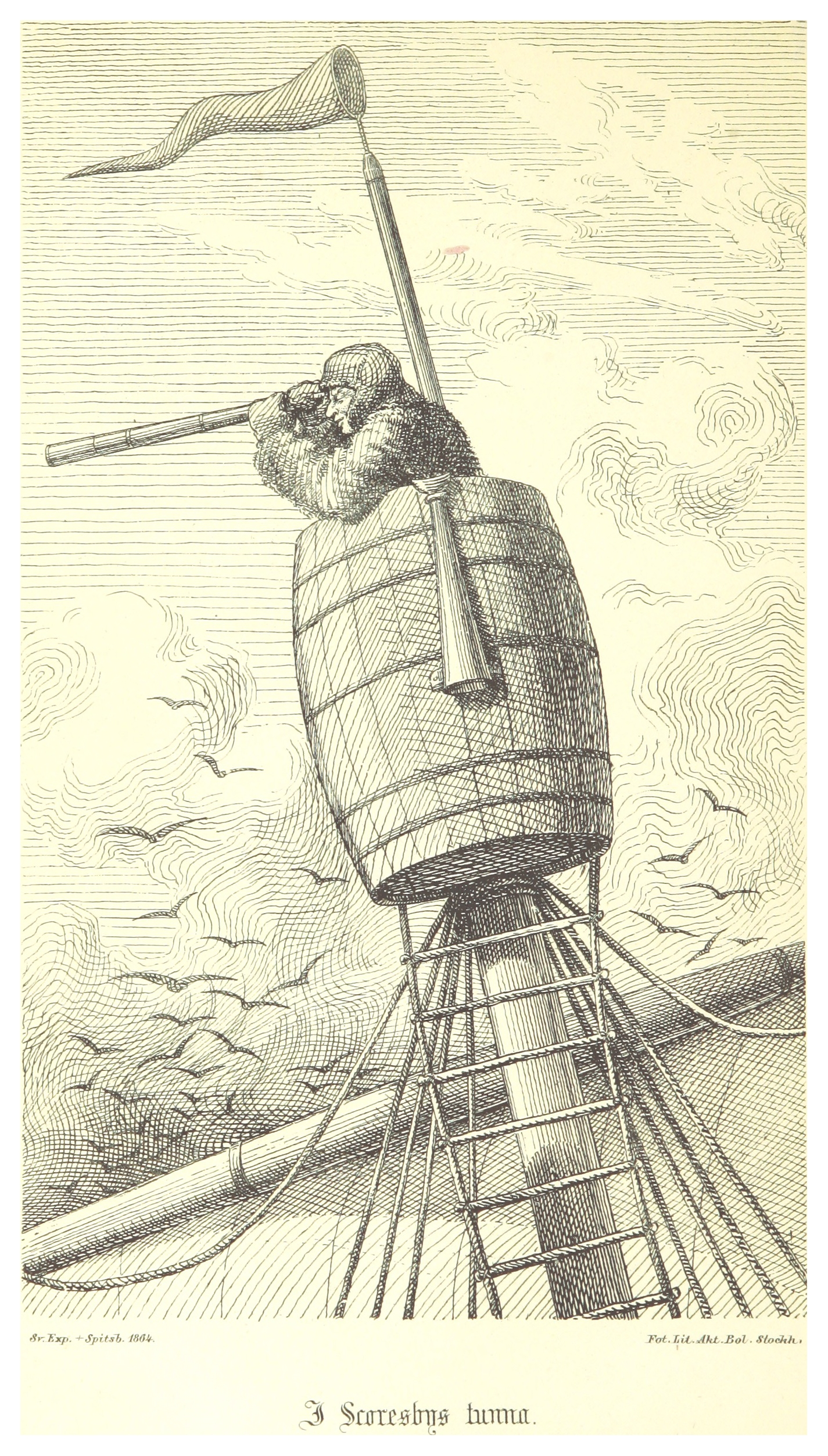
La vigie lors de l'expédition vers l'Île Jan Mayen en 1863.

Un nid-de-pie ou vigie est une partie d'un navire située au sommet du plus haut des mâts afin d'être un poste d'observation privilégié pour les guetteurs. 

## Description

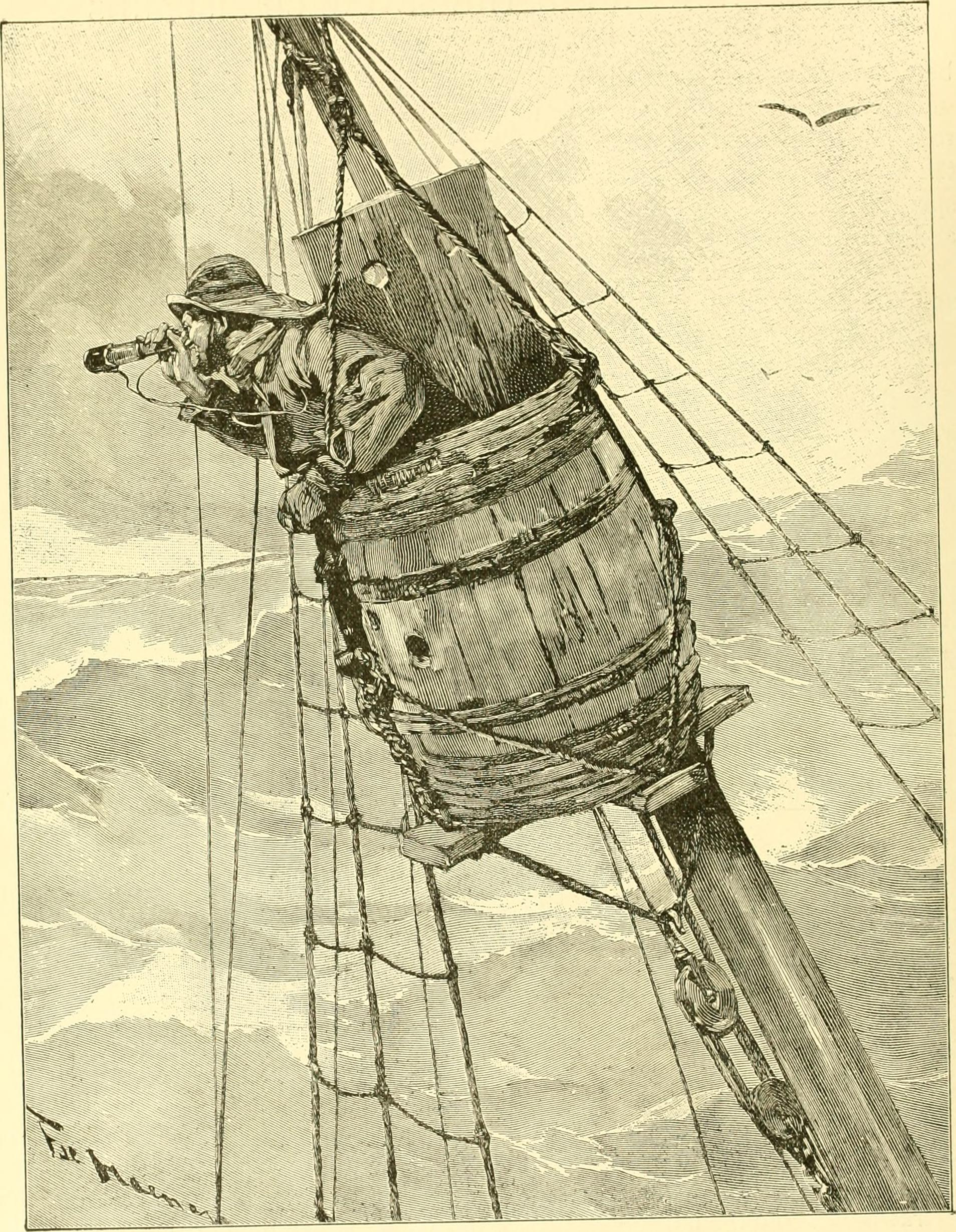
Vigie d'un baleinier, 1903.

Le nid de pie est inventé à la fin du XVIIIe siècle par le baleinier William Scoresby.
À l'origine, un nid-de-pie désigne un petit sac en filet qui contenait le matériel de tous les ouvriers travaillant au gréement ou le long de la coque, à bord d'un navire.
Le terme a évolué pour désigner le poste d'observation, placé en hauteur sur le mât avant de certains navires et où se tient l'homme de vigie. Il est plutôt appelé nid-de-corbeau sur les navires polaires.
Anciennement, on l'appelait la gabie car il avait une forme de grand panier (gabion) où se tenait le gabier de vigie.